# Amauromyza pterocaula
Amauromyza pterocaula är en tvåvingeart som beskrevs av Valladares 1998. Amauromyza pterocaula ingår i släktet Amauromyza och familjen minerarflugor. Inga underarter finns listade i Catalogue of Life.